# Sara Pinto Coelho
Sara Pinto Coelho, nascuda Sarah Augusta de Lima e Abreu (São Tomé i Príncipe, 30 de novembre de 1913 - platja de Miramar Vila Nova de Gaia, Portugal, 3 de desembre de 1990) va ser una escriptora de literatura infantil en portuguès.
Va néixer en l'illa de Príncipe i es va criar a Portugal. Va passar la major part de la seva vida adulta a Moçambic, on va ser professora d'escola primària i va escriure peces per al teatre radiofònic, novel·les, contes i llibres per a nens. Va ser directora del programa de teatre radiofònic del Rádio Clube de Moçambique des de 1967 fins a 1972. Casada amb el jutge José Augusto de Vasconcelos Pinto Coelho, fou mare del periodista portuguès Carlos Pinto Coelho.

## Obres
- Confidências de Duas Raparigas Modernas (1946)[2]
- O Tesouro Maravilhoso (1947)
- Aventuras de um Carapau Dourado (1948)
- Memórias de uma Menina Velha (1994)